# Une absence
Pour les articles homonymes, voir L'Absence.
Une absence est une pièce de théâtre de Loleh Bellon créée le 20 septembre 1988 au Théâtre des Bouffes-Parisiens.

## Théâtre des Bouffes-Parisiens,1988
Du 20 septembre 1988 au 26 février 1989 au Théâtre des Bouffes-Parisiens.
- Mise en scène : Maurice Bénichou
- Décors : Gérard Didier
- Personnages et interprètes :
  - Germaine Meunier : Suzanne Flon
  - Raymonde : Catherine Rouvel
  - Ida : Martine Sarcey
  - Madame Meyrou : Véronique Silver
  - L'aide soignant : Étienne Chicot
  - L'Indien : Fajar Pribadi

Étienne Chicot reçoit pour ce rôle le Molière du comédien dans un second rôle en 1989. Le spectacle est également nommé dans six autres catégories : Molière de la comédienne, Molière de la comédienne dans un second rôle, Molière de la révélation théâtrale, Molière de l'auteur, Molière du metteur en scène, Molière du théâtre privé.